# Géocouronne

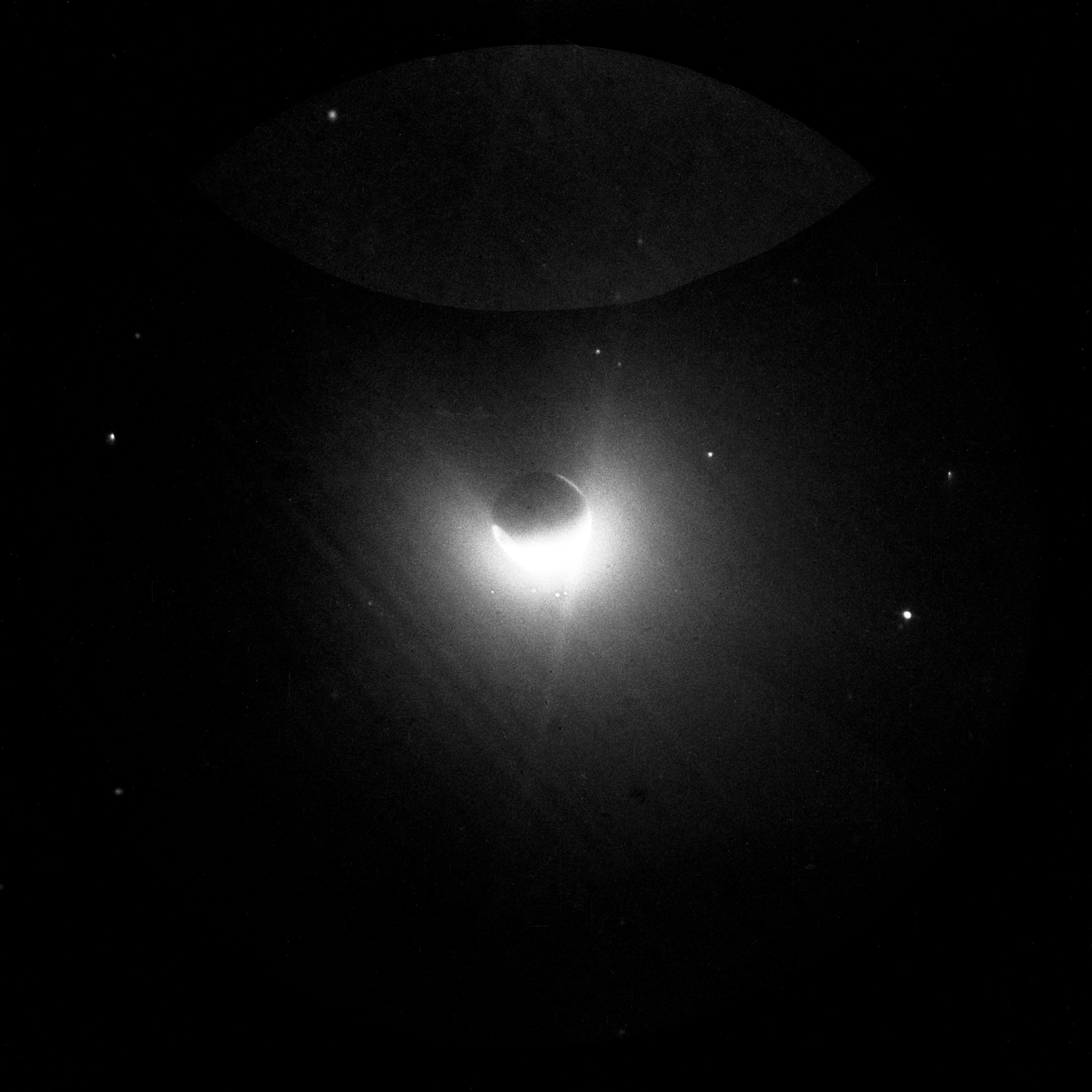
La Terre et sa géocouronne vus depuis la Lune. Prise par les astronautes d'Apollo 16 grâce à une caméra ultraviolette.

La géocouronne (qui signifie couronne terrestre) est la partie lumineuse de la région la plus externe de l'atmosphère terrestre, l'exosphère.
Elle est visible principalement par le rayonnement dans l'ultraviolet lointain (Lyman-alpha) du Soleil qui est diffusé par l'hydrogène neutre. Elle s'étend jusqu'à 630 000 km, soit près de deux fois la distance Terre-Lune. Au niveau de la Lune, la densité y est de 0,2 at.cm-3 environ.
La géocouronne a entre autres été étudiée depuis l'espace par les satellites Astrid et la sonde spatiale Galileo, à l'aide de leur spectromètre ultraviolet lors du survol de la Terre.